# Järnskörden

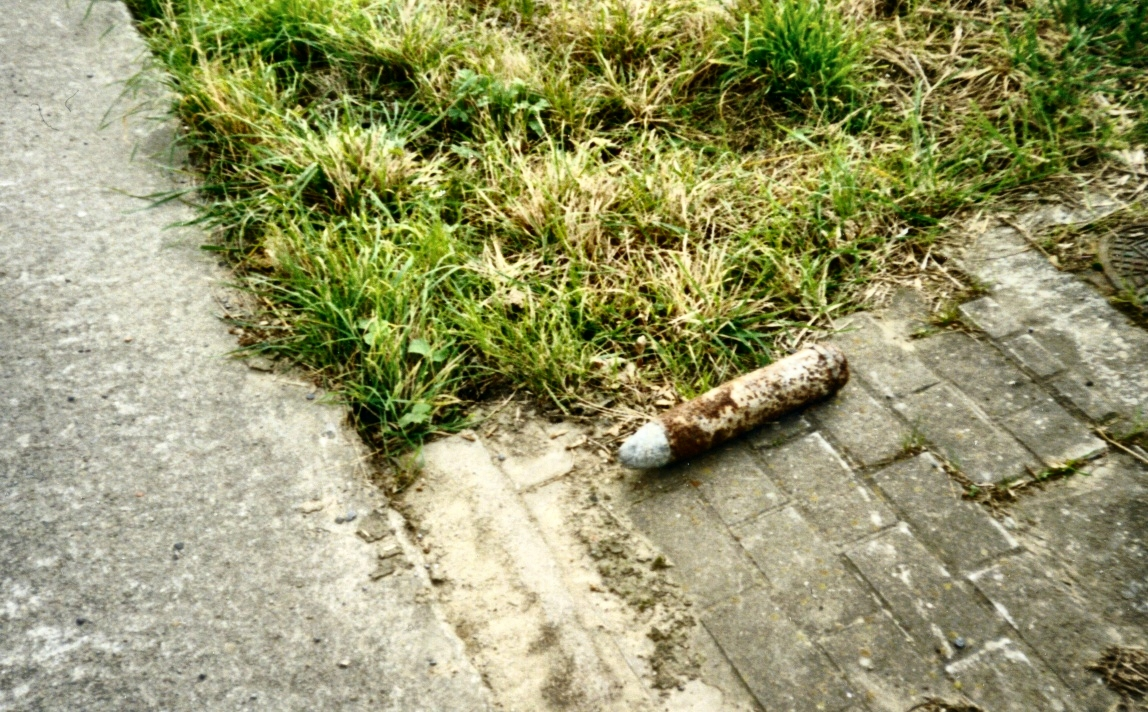
Mindre tysk artillerigranat från första världskriget lämnat vid sidan av ett fält för undanröjning nära Ypres, Belgien.

Järnskörden (en: Iron harvest) är den årliga "skörden" av blindgångare, taggtråd, splitter, ammunition och annan krigsrelaterad metall som samlas av belgiska och franska bönder efter att de plöjt sina åkrar. Skörden hänvisar ofta till material från specifikt första världskriget, som fortfarande hittas i stora mängder runt det som var västfronten under första världskriget.